# Finland op het Eurovisiesongfestival 1984
Finland nam in 1984 deel aan het Eurovisiesongfestival in Luxemburg, Luxemburg. Het was de drieëntwintigste deelname van het land op het festival. Het land werd vertegenwoordigd door Kirka met het lied Hengaillaan.

## Selectieprocedure
De finale werd gehouden in de studio's van YLE in Helsinki en het werd gepresenteerd door Maria Valkama.
In een eerste ronde werden 21 liedjes beoordeeld door een expertjury. Deze kozen de acts die doorgingen naar de finale.
In totaal deden er elf liedjes mee aan deze finale. De winnaar werd gekozen door postcard voting.
| Volgorde | Artiest                  | Lied                             | Punten | Plaats |
| -------- | ------------------------ | -------------------------------- | ------ | ------ |
| 1        | Sonja Lumme              | "Sut vain"                       | 5136   | 5      |
| 2        | Kirka                    | "Laulu maailmalle"               | 3640   | 7      |
| 3        | Tomas Ek                 | "Machoman"                       | 1976   | 9      |
| 4        | Leena Nilsson            | "Sun silmät on satava salaisuus" | 1556   | 10     |
| 5        | Kirka                    | "Oo-Marie"                       | 5291   | 4      |
| 6        | Anneli Saaristo          | "Sä liian paljon vaadit"         | 10961  | 3      |
| 7        | Sonja Lumme              | "Muistojen taulut"               | 3970   | 6      |
| 8        | Leena Nilsson & Tomas Ek | "Kevään saan"                    | 2823   | 8      |
| 9        | Kirka                    | "Hengaillaan"                    | 22040  | 1      |
| 10       | Paula Koivuniemi         | "Tuultako tavoitan"              | 11793  | 2      |
| 11       | Sonja Lumme              | "Laulajan tie"                   | 863    | 11     |

## In Luxemburg
Op het Eurovisiesongfestival zelf trad Finland als zestiende van negentien deelnemers aan, na Turkije en voor Zwitserland. Aan het einde van de puntentelling stond Finland op een 9de plaats te zijn geëindigd met 46 punten.
België en Nederland hadden geen punten over voor deze inzending.

### Gekregen punten

#### Finale
| 12 punten                            | 10 punten | 8 punten                 | 7 punten | 6 punten               |
| ------------------------------------ | --------- | ------------------------ | -------- | ---------------------- |
|                                      |           |                          | - Zweden | - Denemarken - Turkije |
| 5 punten                             | 4 punten  | 3 punten                 | 2 punten | 1 punt                 |
| - Frankrijk - Noorwegen - Oostenrijk | - Cyprus  | - Joegoslavië - Portugal |          | - Duitsland - Spanje   |

### Punten gegeven door Finland

#### Finale
Punten gegeven in de finale:
| 12 punten | Italië              |
| 10 punten | België              |
| 8 punten  | Zweden              |
| 7 punten  | Ierland             |
| 6 punten  | Noorwegen           |
| 5 punten  | Denemarken          |
| 4 punten  | Verenigd Koninkrijk |
| 3 punten  | Turkije             |
| 2 punten  | Joegoslavië         |
| 1 punt    | Zwitserland         |

1961 · 1962 · 1963 · 1964 · 1965 · 1966 · 1967 · 1968 · 1969 · 1970 · 1971 · 1972 · 1973 · 1974 · 1975 · 1976 · 1977 · 1978 · 1979 · 1980 · 1981 · 1982 · 1983 · 1984 · 1985 · 1986 · 1987 · 1988 · 1989 · 1990 · 1991 · 1992 · 1993 · 1994 · 1995 · 1996 · 1997 · 1998 · 1999 · 2000 · 2001 · 2002 · 2003 · 2004 · 2005 · 2006 · 2007 · 2008 · 2009 · 2010 · 2011 · 2012 · 2013 · 2014 · 2015 · 2016 · 2017 · 2018 · 2019 · 2020 · 2021 · 2022 · 2023 · 2024 · 2025